# Yuruby Alicart
Yuruby Rosaura Alicart Ramírez (Palo Negro, 25 de agosto de 1985) es una jugadora de sóftbol venezolana. Representó a Venezuela en los Juegos Olímpicos de Pekín 2008.
Alicart jugó sóftbol universitario en la Universidad Estatal de Florida.

## Trayectoria deportiva
Comenzó a jugar béisbol cuando tenía 9 años y un año después, a los 10, representó a Venezuela en la selección de sóftbol de Aragua. Desde los 13 años comenzó a ser titular en todos los encuentros con la selección aragüeña y posteriormente fue parte de la selección junior de su país.
Junto a Mariangee Bogado es considerada una de las mejores softbolistas de Latinoamérica. Además, ambas lograron representar por primera vez a Venezuela en los Juegos Olímpicos y en la Copa República de Italia. Mientras que, Alicart se posicionó como la mejor bateadora del certamen.
En 2018 anunció su retiro del equipo venezolano de sóftbol, después de 19 años de su debut; no obstante, continuó su carrera en equipos de Estados Unidos e Italia.
La deportista lideró al equipo de Charros de Jalisco durante la primera y segunda temporada de la Liga Mexicana de Sóftbol.

## Premios y reconocimientos
- Fue parte del equipo campeón de Venezuela en los Juegos Centroamericanos y del Caribe en 2002, 2006 y 2010.[8]
- Ganó la presea plateada en el Campeonato Panamericano del 2007 y en el Campeonato Suramericano en 2010.[9]
- Yuruby fue la primera softbolista venezolana en conectar más de 200 hits en el sóftbol italiano.[10]